# 나투스 빈체레

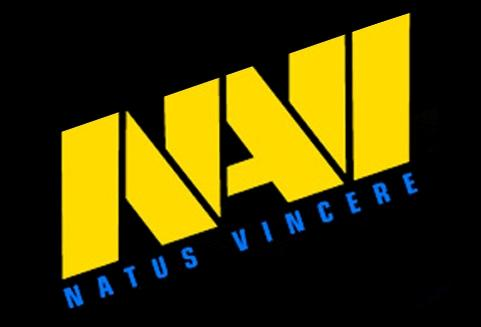

나투스 빈체레(영어: Natus Vincere, Na`Vi)는 우크라이나의 e스포츠 단체이다. 창단 첫해에 인텔 익스트림 마스터즈, 일렉트로닉 스포츠 월드컵 및 WCG 2010에서 카운터 스트라이크 종목으로 모두 우승을 차지했다. 2011년, 나투스 빈체레 도타 팀이 도타 2 첫 대회인 디 인터네이셔널에서 우승을 차지했다.

## 연혁
- 2009년 12월 17일 : 카운터-스트라이크 프로게임단 창단
- 2010년 10월 22일 : 도타 2 프로게임단 창단
- 2012년 11월 4일 : 카운터-스트라이크 프로게임단, 카운터-스트라이크: 글로벌 오펜시브로 종목 변경
- 2018년 4월 11일 : 배틀그라운드 프로게임단 창단
- 2019년 3월 2일 : 레인보우 식스 시즈 프로게임단 창단
- 2021년 6월 18일 : 발로란트 프로게임단 창단
- 2022년 9월 22일 : 발로란트 챔피언스 투어 EMEA 리그 파트너 선정 (2023~)

## 주요 성적

### 카운터-스트라이크
- PGL 메이저 - 스톡홀름 2021 우승

### 도타 2
- 디 인터네이셔널 2011 우승
- 디 인터네이셔널 2012 준우승
- 디 인터네이셔널 2013 준우승
- 디 인터네이셔널 2014 7위
- 도타 2 아시아 챔피언십 2015 9-12위
- 디 인터네이셔널 2015 15위
- 더 마닐라 메이저 2016 7-8위
- 디 인터네이셔널 2016 13-16위
- 차이나 도타 2 슈퍼 메이저 13-16위
- 디 인터네이셔널 2019 13-16위

### 배틀그라운드
- 펍지 글로벌 인비테이셔널 2018 - TPP 10위
- 펍지 글로벌 인비테이셔널 2018 - FPP 4위
- 2019 펍지 유럽 리그 페이즈 1 14위
- 2019 펍지 유럽 리그 페이즈 2 준우승
- 2019 펍지 유럽 리그 페이즈 3 4위
- 펍지 글로벌 챔피언십 2019 6위
- 펍지 콘티넨탈 시리즈 채리티 쇼다운 유럽 3위
- 펍지 콘티넨탈 시리즈 1 유럽 9위
- 펍지 콘티넨탈 시리즈 2 유럽 7위
- 펍지 콘티넨탈 시리즈 3 유럽 6위
- 펍지 글로벌 인비테이셔널.S 2021 17위
- 펍지 콘티넨탈 시리즈 4 유럽 5위
- 펍지 콘티넨탈 시리즈 5 유럽 5위
- 펍지 글로벌 챔피언십 2021 11위
- 펍지 콘티넨탈 시리즈 6 유럽 8위
- 펍지 콘티넨탈 시리즈 7 유럽 15위
- 펍지 글로벌 챔피언십 2022

### 레인보우 식스 시즈
- 레인보우 식스 시즈 프로리그 시즌 10 우승
- 식스 인비테이셔널 2020 9-12위
- 식스 메이저 - 멕시코 2021 9-12위
- 식스 인비테이셔널 2022 13-16위

### 발로란트
- 2021 발로란트 챌린저스 EMEA 스테이지 3 공동 9위
- 2022 발로란트 챌린저스 CIS 스테이지 1 클로즈 #1 준우승
- 2022 발로란트 챌린저스 CIS 스테이지 1 클로즈 #2 우승
- 2022 발로란트 챌린저스 EMEA 스테이지 1 7위
- 2022 발로란트 챌린저스 EMEA 스테이지 2 9위